# Rhenania (Studentenverbindung)
Rhenania ist der Name folgender Studentenverbindungen.

## Liste

### Burschenschaft
- Burschenschaft Rhenania zu Wismar
- AHB! Rhenania-Salingia zu Düsseldorf (Alte Hallesche Burschenschaft) in der Deutschen Burschenschaft (DB)
- Münchener Burschenschaft Arminia-Rhenania

### Corps
- Corps Rhenania Bern im Kösener Senioren-Convents-Verband (KSCV) (erloschen)
- Corps Rhenania Bonn im KSCV
- Corps Rhenania Darmstadt im Weinheimer Senioren-Convent (WSC)
- Corps Rhenania Hamburg im WSC
- Corps Rhenania Freiburg im KSCV
- Corps Rhenania Heidelberg im KSCV
- Corps Rhenania Straßburg im KSCV (suspendiert)
- Corps Rhenania Stuttgart im WSC
- Corps Rhenania Tübingen im KSCV
- Corps Rhenania Würzburg im KSCV
- Corps Rhenania-Brunsviga Erlangen im KSCV
- Corps Rhenania ZAB (Zürich, Aachen, Braunschweig) im WSC

### Christliche Verbindung
- WKStV Unitas Rhenania zu Bonn im Verband der Wissenschaftlichen Katholischen Studentenvereine Unitas
- KStV Rhenania Erlangen im Kartellverband katholischer deutscher Studentenvereine (KV)
- KStV Rhenania Innsbruck im KV und Kartellverband katholischer nichtfarbentragender akademischer Vereinigungen Österreichs (ÖKV)
- VKDSt Rhenania Marburg im Cartellverband der katholischen deutschen Studentenverbindungen (CV)
- AV Rhenania Tübingen → AV Guestfalia Tübingen im CV
- KStV Rhenania Wien im Mittelschüler-Kartell-Verband
- KDStV Rhenania-Moguntia zu Mainz im CV
- AV Edo-Rhenania Tokio
- VKDSt Hasso-Rhenania Mainz im CV
- VKDSt Hasso-Rhenania Gießen im CV
- KDStV Teuto-Rhenania Hannover im CV

### Landsmannschaft
- Landsmannschaft Rhenania Karlsruhe im Coburger Convent (CC)
- Landsmannschaft Rhenania Münster im CC
- Landsmannschaft Rhenania zu Jena und Marburg im CC

### Turnerschaft
- Akademische Turnerschaft Rhenania Bern
- Turnerschaft Rhenania zu Wismar

### Sonstige
- GV Rhenania zu Geisenheim
- Technischer Ruderverein Rhenania zu Bingen am Rhein 1897 e.V.